# 정태진 (1949년)
정태진(1949년 ~ )는 대한민국 KBS의 경영본부 본부장을 거쳐 KBS 미디어 사장을 역임했다. 

## 학력
- 대륜고등학교
- 한국방송통신대학교 경영학과 학사

## 경력
- KBS 경영본부 본부장
- KBS미디어 사장